# Lepidiota guttata
Lepidiota guttata är en skalbaggsart som beskrevs av Sharp 1876. Lepidiota guttata ingår i släktet Lepidiota och familjen Melolonthidae. Inga underarter finns listade i Catalogue of Life.